# Viola (cognome)
Viola è un cognome di lingua italiana.

## Varianti
La Viola, Laviola, Violetti, Violi, Violin, Violini, Violo, Violoni.

## Origine e diffusione
Il cognome è panitaliano.
Potrebbe derivare dal fiore omonimo o dall'omonimo strumento musicale.
In Italia conta circa 7903 presenze.
Le varianti La Viola e Laviola sono pugliesi; Violin è padovano, veneziano, pordenonese e udinese; Violini compare a Novara, Verbania, Varese, Como, Roma, Caltanissetta e nelle Marche; Violo è romano, latinense, frusinate e casertano, con comparse anche a Treviso e Caltanissetta; Violoni è romano e piceno; Violi è emiliano, romano e reggino.

## Persone
- Matteo Viola – tennista italiano
- Mirca Viola – attrice e conduttrice televisiva italiana
- Nicolas Viola – calciatore italiano